# Blues with a Feeling
Blues with a Feeling ist ein Bluessong, der erstmals 1947 von Rabon Tarrant, der auch Autor des Songs ist, mit Jack McVea and His All Stars auf Black & White (Kat. Nr. 119) veröffentlicht wurde. Auf der B-Seite der Single befindet sich der Song Slowly Goin’ Crazy.
Blues with a Feeling wurde 1953 von Little Walter gecovert und in seiner Version zu einem Standardtitel für Mundharmonikaspieler.

## Originalsong
Der Song wurde von Rabon Tarrant geschrieben, dem Schlagzeugspieler von Jack McVea. Bei der Aufnahme sang er auch. Die Aufnahme ist ein 12-taktiger Jumpblues in mittlerem Tempo, Soloinstrumente sind Saxophon und Trompete.
Jack McVeas Band wurde auch manchmal als Jack McVea and the Door Openers benannt, nach dem einzigen Hit McVeas, Open the Door, Richard.

## Coverversion von Little Walter
Little Walter (Harmonika und Gesang) nahm den Song am 23. Juli 1953 mit Dave Myers und Louis Myers oder Jimmy Rogers (Gitarre), Willie Dixon (Bass) und Fred Below (Schlagzeug) auf. Obwohl der Song großteils dem Text und dem Originalarrangement folgt, gibt ihm Walter einen zeitgenössischen Anstrich. Der Song wird als Slowblues gespielt mit Walters unverwechselbaren Harmonikaintro und den Solostellen, die den Gesang begleiten. Veröffentlicht wurde das Lied auf Checker (780), einem Sublabel von Chess Records. Auf der B-Seite befindet sich "Quarter to Twelve". Der Song war 11 Wochen in den Billboard Rhythm and Bluescharts und erreichte als Spitzenplatzierung #2.
Tony Glover, Scott Dirks und Ward Gaines wählten den Songtitel auch für ihre Little Walter-Biographie, die 2002 erschienen ist. (ISBN 9780415937115.)

## Coverversionen
Der Song dürfte wahrscheinlich zu Little Walters meistgecoverten Songs zählen. Zu den Coverversionen zählen unter anderen Aufnahmen von Paul Butterfield, Luther Allison, Jimmy Witherspoon und George „Harmonica“ Smith, Carey Bell und Lurrie Bell, Taj Mahal, George „Mojo“ Buford, Magic Slim, Willie „Big Eyes“ Smith, Big Walter Horton, Fleetwood Mac und John Lord.